# عليغة
عليغة (بالفارسية: علیگه) هي مستوطنة تقع في قسم نبوت الريفي (مقاطعة إيوان) في إيران. يقدر عدد سكانها بـ 196 نسمة .